# Viet Thanh Nguyen
Viet Thanh Nguyen (en vietnamita: Nguyễn Thanh Việt; Buôn Ma Thuột, 13 de marzo de 1971) es un escritor estadounidense de ascendencia vietnamita.

## Biografía
Nació en 1971 en Buôn Ma Thuột, República de Vietnam, en una familia de norvietnamitas que se habían marchado al sur en 1954. Después de la caída de Saigón en 1975, su familia logró huir a Estados Unidos y terminó en un campamento de refugiados vietnamitas en Fort Indiantown Gap, Pensilvania. Después de vivir durante un breve tiempo en Harrisburg, sus padres se asentaron en San José (California) y abrieron allí un negocio de productos vietnamitas.
Nguyen cursó la educación elemental el St. Patrick School, un colegio católico, y la secundaria en el Bellarmine College Preparatory, ambos en San José. Durante su juventud mostró interés por la literatura con especial atención a las obras sobre la guerra de Vietnam. Aunque estuvo matriculado un tiempo en la Universidad de Los Ángeles, finalmente se decantó por la Universidad de Berkeley y se licenció en 1992 con un bachiller universitario en letras. Cinco años más tarde obtuvo el doctorado en Inglés por el mismo centro.
Desde 1997 trabaja como profesor en la Universidad del Sur de California, en los departamentos de Literatura en Inglés y de Estudios Americanos y Etnicidad. Además escribe artículos para The New York Times y Los Angeles Times, es miembro de la Academia Estadounidense de las Artes y las Ciencias, y ha colaborado en actividades de la diáspora vietnamita. Reside en Pasadena con su esposa Lan Duong y tiene dos hijos.

## Obra literaria
Nguyen había participado en varios certámenes literarios antes de conseguir un contrato editorial. Buena parte de esos primeros relatos han sido recopilados posteriormente en el libro Los refugiados.
El debut del autor llegó en 2015 con la novela El simpatizante, editada por Grove Press. El protagonista es un anónimo agente doble del Viet Cong que, a través de su labor como espía de la comunidad survietnamita exiliada, termina describiendo su situación como expatriado en Estados Unidos. La obra resultó pionera por reflejar la guerra de Vietnam a los estadounidenses desde el punto de vista de un vietnamita, así como por mezclar géneros como la novela de espionaje, metaficción, comedia negra y suspense. El texto de El simpatizante había sido rechazado por trece editoriales antes de ser publicada por Grove, pero al final se convirtió en un superventas galardonado con importantes premios de la crítica, tales como el Pulitzer de Ficción en 2016, la Medalla Carnegie en Ficción de la Asociación de Bibliotecas de Estados Unidos, y el Premio Edgar a la mejor novela debutante entre otros.
La segunda novela del autor, El idealista, fue publicada en 2021 y continúa la historia de El simpatizante con la llegada de su protagonista al París de los años 1980.

## Obras

### Novela
- El simpatizante (2015), Premio Pulitzer de Ficción
- El idealista (2021)

### Ensayo
- Race and Resistance: Literature and Politics in Asian America (Oxford University Press, 2002)
- Nothing Ever Dies: Vietnam and The Memory of War (Harvard University Press, 2016)

### Otros géneros
- Los refugiados (2017) — novela corta
- Chicken of the Sea (2019) — literatura infantil, ilustrado por Thi Bui